# Amatérská bowlingová liga

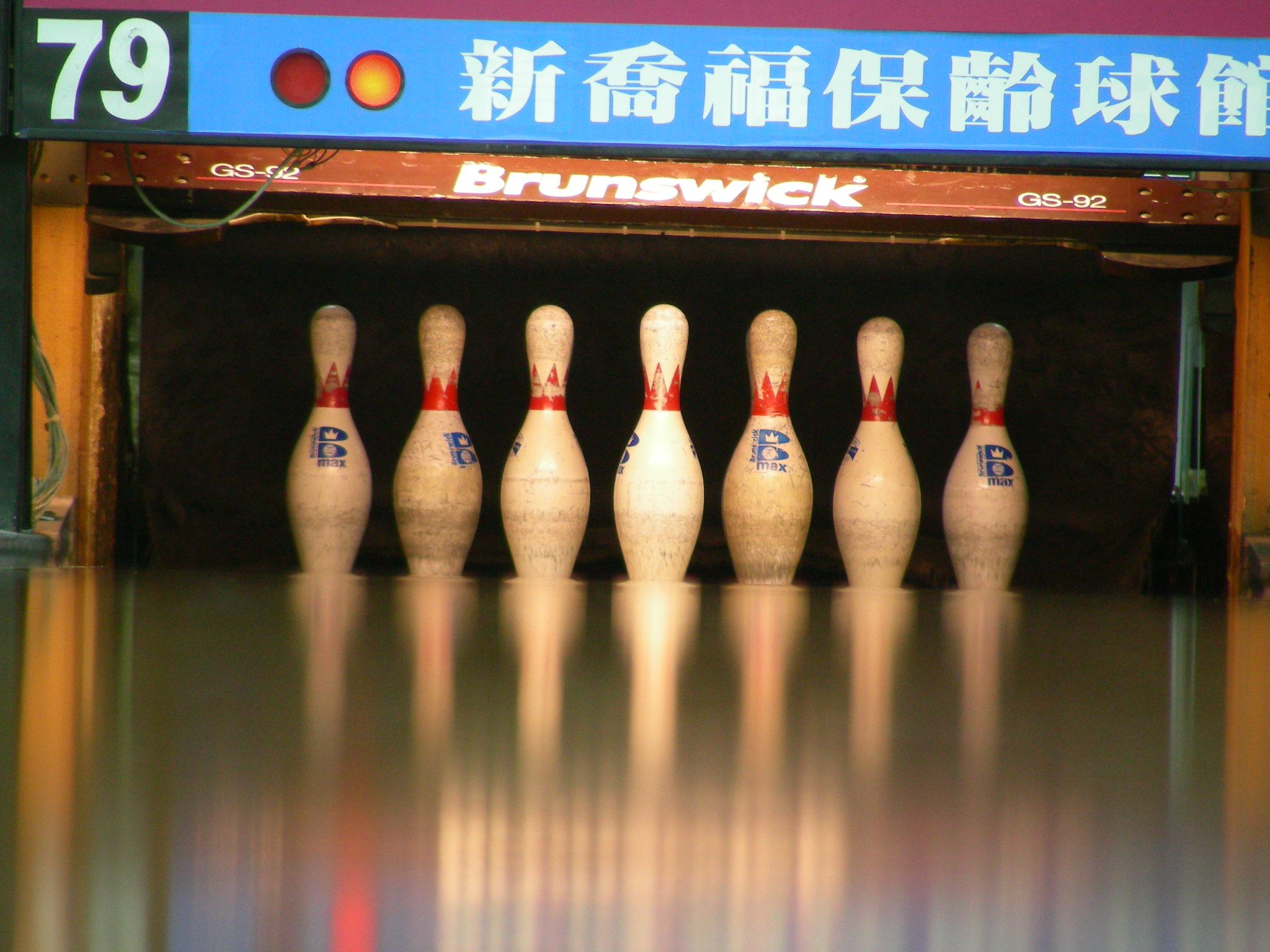
Dráha s bezlankovým stavěčem kuželek.

Amatérská bowlingová liga je pravidelnou sérií turnajů v bowlingu konaná již od roku 2000. Účastnit se jich mohou 3 až 8členná mužstva sloužená pouze z amatérských či rekreačních hráčů. Zápasy soutěže jsou hrány podle mezinárodních pravidel bowlingu a na drahách odpovídajícím předpisům pro mistrovské soutěže (takové, které mají pouze bezlankové stavěče kuželek).

## Rozdělení a hierarchie soutěže
Soutěž se hraje pouze na území České republiky. Rozdělena je podle regionů:
- Praha a střední Čechy
- jižní Čechy
- západní Čechy
- severní Čechy (Ústecký kraj + Liberecký kraj)
- východní Čechy (Královéhradecký kraj a oblast kolem Ústí nad Orlicí)
- jižní a střední Morava (Jihomoravský kraj a oblast Olomoucka a Zlínska)
- severní Morava

V rámci těchto regionů jsou stanoveny výkonnostní kategorie (1. a 2. (případně i 3. až 8. liga)). Utkání 1. a 2. ligy se hrají v různých bowlingových hernách v rámci daného regionu. V tom se liší oproti 3. ligám, které se hrají v rámci jedné bowlingové herny. Pokud má některá z 3. lig mnoho účastnických týmů, je (pouze pro tuto ligu) otevřena ještě nižší úroveň - 4. až 8. liga.
Mezi jednotlivými úrovněmi této hierarchie lze postupovat do soutěží vyšších nebo sestupovat do soutěže nižší. Nejlepší mužstva se v závěru sezóny účastní Finále České republiky družstev, nejlepší hráči pak Finále České republiky jednotlivců.

## Systém soutěže
V rámci jednoho ročníku je liga rozdělena na dvě uzavřené samostatné části - na jarní a podzimní. Každé družstvo v rámci své soutěže sehraje během půl roku celkem čtyři až šest turnajů, v nichž se utká každý s každým. Za vítězné turnajové utkání dostane mužstvo 2 body, za remizované 1 bod a prohrané utkání není obodováno. Dále se rozděluje po jednom bodu za vítězství hráče proti hráči na stejné pozici (tzv. na řádku). Při remízovém stavu si hráči rozdělí ½ bodu. Za jedno utkání tak může tým získat až 5 bodů. Po sehrání posledního turnaje se sečtou dosažené body konkrétního družstva ze všech turnajů a sestaví se pořadí. Družstva na čelních příčkách postupují do soutěže výš (buď přímo nebo přes baráž), nejhorší družstva naopak sestupují do nižší soutěže, existuje-li v rámci daného regionu. Vítězné družstvo skupiny má, stejně jako družstvo, které mělo po základní části ABL hrací průměr přes 500 bodů (vč. hdc), právo na účast v Baráži o Finále České republiky družstev.